# Noatun

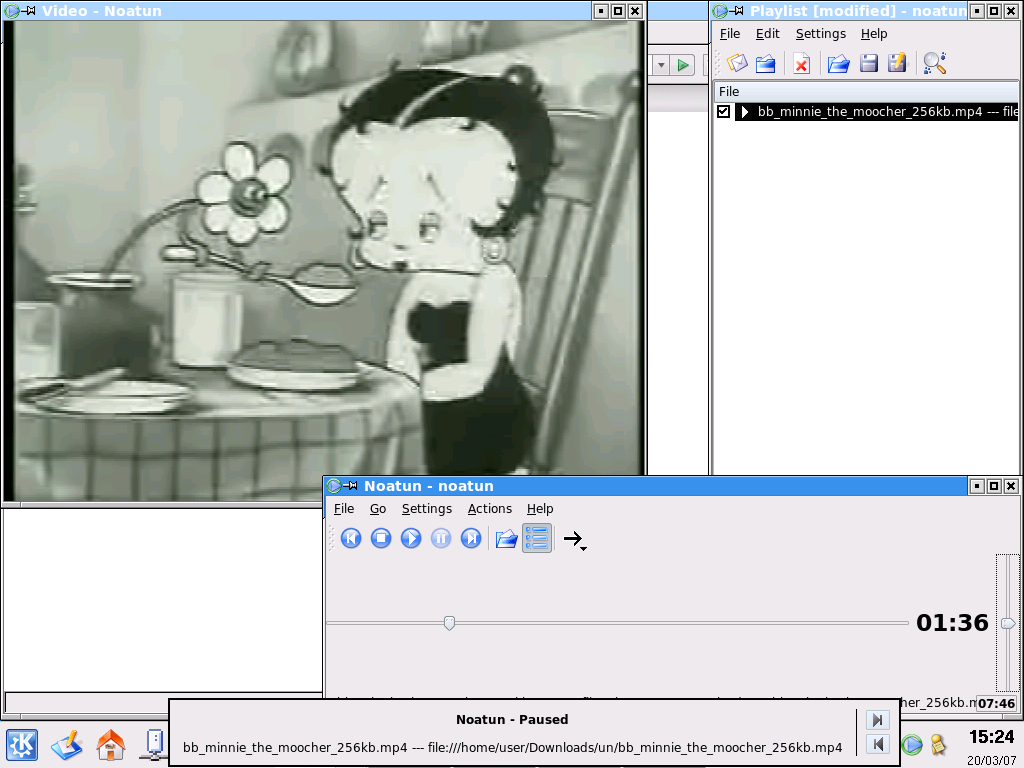
ビデオを再生している Noatun

Noatun は KDE の2大メディアプレーヤーの一つである。Ogg Vorbis や WAV など多様なフォーマットをサポートする。
Noatun はスキンによって外観を変えられる。スキンにはクラシックな Winamp、XMMS や KJöfol などがある。また、プラグインを使って拡張でき、例えば視覚効果のような機能を追加できる。
開発が比較的遅い、JuK や Amarok のような他の KDE プレーヤーと機能が重なっている、といった批判がある。